# Cephalophyllum
Cephalophyllum ist eine Pflanzengattung aus der Familie der Mittagsblumengewächse (Aizoaceae). Der botanische Name leitet sich von den griechischen Worten Cephalotes für Kopf und Phyllo für Blatt ab.

## Beschreibung
Die Arten der Gattung Cephalophyllum wachsen kompakt, sind kriechend und nur selten aufrecht. Sie bilden Kissen. Ihre fast freien, hell- bis dunkelgrünen Laubblätter sind dreikantig, spindel-, kiel- oder keulenförmig. Der Kiel ist oft schief und die Seiten sehr verschieden. Ihre Epidermiszellen sind mehr oder weniger flach. In ihnen ist Kristallsand vorhanden. Die horizontalen Wachsplättchen bilden eine dicke, durchgehende Schicht. Die Spaltöffnungen sind kaum eingesenkt.
Die Blüten erscheinen in ziemlich großen Gruppen. Die fünf bis sechs Kelchblätter sind gleichartig. Ihre Kronblätter können weiß, gelb, rosa- bis purpurfarben, rot, kupferfarbem oder orangefarben sein. Filamentöse Staminodien sind nur bei einer Art vorhanden.
Die fünf- bis sechsfächrigen, an ihrer Basis trichterförmigen oder konvexen Kapselfrüchte verbleiben an den Pflanzen. Die Verschlusskörper sind groß, die Klappenflügel breit. Die Früchte enthalten braune, birnenförmige Samen, die 0,75 bis 0,85 Millimeter lang und 0,55 bis 0,65 Millimeter breit sind.

## Systematik und Verbreitung
Die Gattung Cephalophyllum ist im Zentrum der südafrikanischen Provinz Westkap verbreitet. Die Arten wachsen in Felsspalten oder an schieferhaltigen Orten mit einer jährlichen Niederschlagsmenge von 100 bis 200 Millimetern, die hauptsächlich im März und November fällt.
Die Erstbeschreibung der Gattung durch Nicholas Edward Brown wurde 1928 veröffentlicht. Die Typusart ist Cephalophyllum tricolorum. Die Gattung Cephalophyllum umfasst zwei Untergattungen mit folgenden Arten:
- Cephalophyllum subg. Cephalophyllum
  - Cephalophyllum alstonii Marloth ex L.Bolus
  - Cephalophyllum corniculatum (L.) Schwantes
  - Cephalophyllum diversiphyllum (Haw.) N.E.Br.
  - Cephalophyllum loreum (L.) Schwantes
  - Cephalophyllum parviflorum L.Bolus
  - Cephalophyllum pillansii L.Bolus
  - Cephalophyllum purpureo-album (Haw.) Schwantes
  - Cephalophyllum subulatoides (Haw.) N.E.Br.
  - Cephalophyllum tricolorum (Haw.) Schwantes
- Cephalophyllum subg. Homophyllum H.E.K.Hartmann
  - Cephalophyllum caespitosum H.E.K.Hartmann
  - Cephalophyllum compressum L.Bolus
  - Cephalophyllum confusum (Dinter) Dinter & Schwantes
  - Cephalophyllum curtophyllum (L.Bolus) Schwantes
  - Cephalophyllum ebracteatum (Schltr. & Diels) Dinter & Schwantes
  - Cephalophyllum framesii L.Bolus
  - Cephalophyllum fulleri L.Bolus
  - Cephalophyllum goodii L.Bolus
  - Cephalophyllum griseum (S.A.Hammer & Schmiedel) H.E.K.Hartmann
  - Cephalophyllum hallii L.Bolus
  - Cephalophyllum herrei L.Bolus
  - Cephalophyllum inaequale L.Bolus
  - Cephalophyllum niveum L.Bolus
  - Cephalophyllum numeesense H.E.K.Hartmann
  - Cephalophyllum parvibracteatum (L.Bolus) H.E.K.Hartmann
  - Cephalophyllum parvulum (Schltr.) H.E.K.Hartmann
  - Cephalophyllum pulchellum L.Bolus
  - Cephalophyllum pulchrum L.Bolus
  - Cephalophyllum regale L.Bolus
  - Cephalophyllum rigidum L.Bolus
  - Cephalophyllum rostellum (L.Bolus) H.E.K.Hartmann
  - Cephalophyllum spissum H.E.K.Hartmann
  - Cephalophyllum staminodiosum L.Bolus
  - Cephalophyllum tetrastichum H.E.K.Hartmann

## Nachweise

## Weiterführende Literatur
- Heidrun E. K. Hartmann: Monographien der Subtribus Leipoldtiinae. VIII. Monographie der Gattung Cephalophyllum (Mesembryanthemaceae). In: Mitteilungen aus dem Institut für Allgemeine Botanik Hamburg. Band 22, 1988, S. 93–187.
- Heidrun E. K. Hartmann: Notes on the genus Cephalophyllum: chromosome numbers in the genus Cephalophyllum N.E.Br. (Mesembryanthemaceae). In: Cactus and succulent journal Band 58, Nummer 6, 1986, S. 263–266.
- Heidrun E. K. Hartmann: Zur Biologie und Taxonomie des Cephalophyllum-curtophyllum-Komplexes (Mesembryanthemaceae). (Beitrage zur Gattung Cephalophyllum. IV). In: Mitteilungen aus dem Institut für Allgemeine Botanik Hamburg. Band 19, 1984, S. 141–163.
- Heidrun E. K. Hartmann: Interaction of ecology, taxonomy and distribution in some Mesembryanthemaceae. In: Bothalia. Band 14, Nummer 3–4, 1983, S. 653–659. (PDF)
- Heidrun E. K. Hartmann: Zur Kenntnis der Gattung Cephalophyllum N.E.Br. In: Botanische Jahrbücher für Systematik Band 99, Nummer 2/3, 1978, S. 264–302.